# 非侵入性胎兒染色體基因檢測
非侵入性胎兒染色體基因檢測（英語：Non-Invasive Fetal Trisomy Test，缩写：NIFTY 或英語：，缩写：NIPT）是一種嶄新的產前檢查技術，不需要透過高侵入性的羊膜穿刺術取樣，僅須透過靜脈採血抽取母親的血液，就能偵測到胎兒在母血中微量的游離DNA，透過精密的次世代基因定序技術，可以精準檢測胎兒染色體異常的狀況｡相較於侵入性產前診斷方法-羊膜穿刺術，非侵入性胎兒染色體基因檢測僅須透過靜脈抽血，是非常安全的產檢方式，並不會造成流產與羊膜腔感染的危險，更大幅降低孕婦接受產前檢查的恐懼感，提高孕婦接受產前染色體檢查的意願。
臨床數據顯示，非侵入性胎兒染色體基因檢測的精準度（敏感性與特異性）幾乎媲美於既有侵入性的診斷方法羊膜穿刺術，已能達到99%以上的水準，是一種安全又精準的產前染色體篩檢方法。2012年12月，美國婦產科醫學委員會（The American College of Obstetricians and Gynecologists Committee;ACOG）公開建議:35歲以上或有胎兒染色體異常風險的孕婦，可接受非侵入性胎兒染色體基因檢測，做為產前篩檢的選擇項目。根據2014年2月的新英格蘭醫學雜誌報導，相較於傳統的唐氏症篩檢方法（例如：第一孕期和第二孕期母血血清指標），非侵入性胎兒染色體基因檢測的精準度明顯提高，臨床發生偽陽性與偽陰性的風險大約可降低十倍，已逐漸成為產前染色體篩檢的重要方法之一。根據臨床研究顯示，懷有雙胞胎的孕婦接受非侵入性胎兒染色體基因檢測，亦能精準檢查常見的染色體非整倍體疾病，例如:唐氏症、愛德華氏症、巴陶氏症等，精準度可達到與單胞胎相同無異，高於99%以上之水準 。

## 檢測項目

### 體染色體數目異常
三條染色體或單體是最常見的染色體數目異常，1號到22號染色體，幾乎所有的體染色體都有可能出現三染色體或單體的情況。由於額外增加或減少的染色體，破壞基因組中的基因表現的平衡，嚴重干擾個體發育，因此大多數的三染色體或單體都可能在胚胎時期就流產。 目前單體染色體疾病已報導的病例僅有21單體及22單體，這是因為21號和22號染色體最小，所具有的重要基因數目相對較少，但也是在出生後就會死亡。所以大部分常見三染色體的新生兒是13號三染色體(巴陶氏症)、18號三染色體(愛德華氏症)及21號三染色體(唐氏症)。

#### 唐氏症 (21號三染色體症; Trisomy 21)
唐氏症是活產嬰兒當中，發生率最高的染色體倍數異常，發生率為1/600-1/1000。患者表現為先天智力低下，生長發育遲緩，並伴有多種畸形。

#### 愛德華氏症 (18號三染色體症; Trisomy 18)
發生率約為1/3000，有先天性心臟病，外表及多器官嚴重畸形，40%存活至1個月，5%存活至1歲，僅有1%能存活至10歲。

#### 巴陶氏症 (13號三染色體症; Trisomy 13)
發生率約為1/5000，是活產嬰兒中最嚴重的三染色體症。該染色體異常的胎兒95%以上會死於子宮內。半數以上的患者會有全前腦畸形，常合併先天性心臟病，多數患者出生平均4~6個月內死亡。

#### 9號染色體三倍體(Trisomy 9)
第9號染色體三倍體 (Trisomy 9)。完全型第9號染色體三倍體(Full Trisomy 9)，其多數胎兒於第一孕期即自然流產，活產的寶寶大部分活不過出生後一週，少數寶寶能存活至數個月。鑲嵌型第9號染色體三倍體(Mosaic Trisomy 9)，表示胎兒部分細胞的第9號染色體多一條，多數無法度過嬰兒時期，少數存活的寶寶有嚴重的發育缺失。主要的臨床症狀為子宮內生長遲緩、先天性心臟病、智能障礙、耳朵位置過低或形狀異常、球狀鼻子、腎臟異常、骨骼肌異常與生殖器異常等問題，患者常合併先天性心臟病。

#### 16號染色體三倍體(Trisomy 16)
第16號染色體三倍體 (Trisomy 16)。完全型第16號染色體三倍體(Full Trisomy 16)，其多數胎兒於第一孕期即自然流產。鑲嵌型第16號染色體三倍體(Mosaic Trisomy 16)，表示胎兒的部分細胞多一條第16號染色體，主要的臨床症狀為發育遲緩與智能障礙等問題。

#### 22號染色體三倍體(Trisomy 22)
第22號染色體三倍體 (Trisomy 22)。完全型第22號染色體三倍體(Full Trisomy 22)，其多數胎兒於第一孕期即自然流產，即使活產也無法存活太久。鑲嵌型第22號染色體三倍體(Mosaic Trisomy 22)，表示胎兒的部分細胞多一條第22號染色體，主要的臨床症狀為智能障礙、頸部較厚、缺乏腎臟或是大於兩顆腎臟，或者腎臟發育不全，身體兩側不對稱性發育(如長短腳、一邊耳朵失聪等等)，手肘外翻，眼瞼下垂、鼻子型態異常，男性患兒常見睪丸發育不全、女性患兒常見卵巢發育不全等等問題。

### 性染色體異常

#### 透納氏症(45,X0)
第23對染色體只有一條X染色體，發生率為1/2500~1/3000，胎兒性別為女性，具有性腺發育不全、原發性停經、卵巢發育不全、生育能力下降、蹼狀頸，生長遲緩等特徵。

#### X三體症(47,XXX)
第23對染色體有3條X染色體，發生率大約在1/1000，胎兒性別為女性，主要病徵為第二性徵與生育能力較差、肌張力低下、智力稍差、語言發展較遲緩。

#### 克氏綜合徵(47,XXY)
第23對染色體同時具有兩條X染色體與1條Y染色體，是最常見的性染色體異常疾病，發生率高達 1/500，胎兒性別為男性，但會有雌激素偏高、第二性徵發育差、性功能障礙、不孕症、男性女乳症等病症。

#### 超Y症候群 ( 47,XYY )
第23對染色體有1條X染色體與2條Y染色體，發生率約1/1000，主有隱睪、尿道下裂、心臟傳導障礙、輕微學習障礙、攻擊性偏高等特徵。

### 染色體片段缺失/重複

#### 1p36缺失症候群
第1號染色體，短臂的第36號位置約有10Mb的缺失。發生率為1/5,000-1/10,000，具有小頭、低耳位、鼻塌、視力障礙、聽覺障礙、心臟結構異常、癲癇、肌張力低下、泌尿生殖系統異常及脊椎異常、心臟結構缺損等症狀。行為上則有智能障礙、生長遲緩、嚴重語言發展遲緩、情緒不易控制等情況。

#### 貓哭症候群
第5號染色體，短臂的第15號位置約有20Mb的缺失。發生率為1/20000-1/50000，嬰幼兒時期的哭聲似小貓叫、喉部畸形、小頭、鼻塌、低耳位、肌張力低下及低出生體重等症狀。行為上則容易有智能障礙、生長遲緩、行為過度活躍、侵略、暴怒、重覆動作等症狀。

#### 2q33.1缺失症候群
第2號染色體，長臂的第33號位置約有10Mb的缺失。臉部有多種不同表徵，頭畸形、上瞼下垂、下?畸形、上唇較薄唇、顎裂、牙齒異常、癲癇、關節韌帶鬆弛等症狀。還會伴隨智能障礙、生長遲緩、嚴重語言發展遲緩、餵食困難、行為過動、躁動等症狀。

#### 普瑞德威利症候群(Prader-Willi Syndrome)
俗稱小胖威利症，為第15號染色體，長臂第11.2位置約有14Mb的缺失。患者在胎兒時期的胎動很少，出生之後有肥胖、肌肉張力低、智力障礙、身材矮小、性腺機能不足、斜視和小的手和腳等特性。由於患者的大腦無法告訴自己胃已飽脹，導致無法抑制「吃」的衝動，進而導致病態肥胖，因此俗稱「小胖威利症候群」。

#### 天使症候群（Angelman Syndrome）
天使症候群，是個嚴重學習障礙並伴隨特殊的面部表徵與行為的神經性疾病，於孩童早期會出現嚴重的語言、心智發展遲緩且伴隨特殊行為，如過度發笑、肢體不自主抽搐等症狀。其發病原因在第十五號染色體上(15q11-q13)的一個基因(UBE3A)，失去原本功能所導致。顯然在這群基因中至少有一個是控制大腦發育的基因，特別是語言、運動發展與色素生成相關方面，也可能是某些與大腦中的神經化學傳導物質相關的基因。

#### 遺傳性唇顎裂症候群(Van der Woude Syndrome)
第1號染色體，長臂第32.2位置約有10Mb的缺失。患者於下嘴唇常可見到凹陷痕，有唇顎裂(CLP)或單純顎裂(CP)，懸雍垂裂開，少數患者會有牙齒缺損或畸形，俗稱為兔唇。患者臨床的表型差異很大，在同家族內有些患者甚至有正常之外觀。

#### 狄喬治症候群(DiGeorge Syndrome)
第二型狄喬治症候群為第10號染色體短臂第14-13位置約有11Mb的缺失。臨床主要症狀為生長遲滯、嚴重的智能不足、腎臟先天異常、副甲狀腺功能低下、聽力障礙、眼瞼下垂等症狀。

#### 雅各森症候群(Jacobsen Syndrome)
第11號染色體，長臂第23位置約有10Mb的缺失。臨床主要症狀為左心發育不全症、中樞神經系統缺失、智能障礙、吸食與吞嚥困難、身材較矮小、三角頭畸形、眼距寬、低位耳、眼瞼下垂、男孩會發生隱睪症、過動、強迫症等症狀。

#### 16p12.2-p11.2缺失症候群
第16號染色體，短臂第12.2-11.2位置約有14Mb的缺失。臨床主要症狀為發育遲緩、智能障礙、 心臟方面疾病、面部扁平、眼瞼外角下垂與眼瞼裂、低位耳與異常耳朵、口裂與小頭、餵食困難、身材矮小、早發性的肥胖等症狀。

#### 大於5Mb的染色體缺失/重複
可能發生於任一對染色體，缺失/重複發生的型態超過百種以上，透過羊水染色體核型分析較難以檢查，但仍然會造成影響胎兒發育的病徵。